# Ignacio Fontes García-Balibrea
Ignacio Fontes García-Balibrea (Granada, 22 de junio de 1998) es un atleta español especializado en pruebas de medio fondo. Es el actual campeón de Europa sub-23 en la prueba de 1500 metros.

## Trayectoria deportiva
Ignacio Fontes empezó a destacar en el medio fondo desde muy joven. En 2013, aún con 14 años, ganó su primer título de campeón de España al vencer en la prueba de 1000 metros del campeonato de España en pista cubierta de categoría cadete (sub-16), con una nueva mejor marca española de la categoría. En verano también batió la marca de 800 metros al aire libre, marca que continúa vigente en 2024.
En 2015 participó en su primer gran campeonato internacional, el Campeonato Mundial Juvenil, consiguiendo el sexto puesto en la prueba de 1500 metros. También participó por primera vez en el Campeonato de España absoluto, cayendo en las semifinales de los 800 metros.
En 2016, ya en categoría júnior (sub-20), volvió a participar en el Campeonato Mundial, pero esta vez no pasa de semifinales en la prueba de 800 metros.
En diciembre de 2017 consiguió su primer podio internacional, el oro por equipos como integrante de la selección española sub-20 en el Campeonato de Europa de Campo a Través, tras haber sido octavo en la prueba individual.
Su primer gran éxito internacional individual llegó en 2019, cuando consiguió la medalla de oro en los 1500 metros del Campeonato de Europa Sub-23 al imponer su fuerza final en una carrera muy lenta.
En 2021 participó en el Campeonato Europeo en Pista Cubierta, donde consiguió la cuarta plaza en la final de 1500 m. En verano alcanzó la final de 1500 m de los Juegos Olímpicos de Tokio, donde acabó decimotercero.
En 2022 tomó parte en el Campeonato Mundial en pista cubierta sin conseguir pasar de la primera ronda. En el Campeonato Mundial al aire libre, en cambio, alcanzó la final, donde consiguió la undécima plaza, puesto que repitió en el Campeonato de Europa un mes más tarde.
En 2023 volvió a participar en el Campeonato Europeo en Pista Cubierta, pero esta vez se quedó fuera de la final.
En 2024 llegó a la final del Campeonato de Europa, tras ser repescado por la caída de un rival, y acabó en la 16.ª posición. En los Juegos Olímpicos de París 2024, en cambio, no logró pasar de la primera ronda.
Tampoco consiguió pasar de primera ronda en el europeo en pista cubierta de 2025.
Ignacio Fontes es licenciado en Medicina por la Universidad de Granada y vive en el Algarve, donde entrena con un grupo de atletas irlandeses a las órdenes de Feidhlim Kelly.

## Competiciones internacionales
| Representando a España \| Año \| Competición \| Sede \| Puesto \| Prueba \| Marca \| \| ---- \| -------------------------------------- \| --------- \| -------------- \| ------ \| ------- \| \| 2015 \| Campeonato del Mundo Juvenil \| Cali \| 6.º \| 1500 m \| 3:48.83 \| \| 2016 \| Campeonato del Mundo Sub-20 \| Bydgoszcz \| 16.º (sf.) \| 800 m \| 1:48.83 \| \| 2017 \| Campeonato de Europa Sub-20 \| Grosseto \| -- (s.) \| 800 m \| DNF \| \| 2019 \| Campeonato de Europa Sub-23 \| Gävle \| Medalla de oro \| 1500 m \| 3:50.38 \| \| 2021 \| Campeonato de Europa en Pista Cubierta \| Toruń \| 4.º \| 1500 m \| 3:39.99 \| \| 2021 \| Juegos Olímpicos \| Tokio \| 13.º \| 1500 m \| 3:38.56 \| \| 2022 \| Campeonato Mundial en pista cubierta \| Belgrado \| 19.º (s.) \| 1500 m \| 3:43.75 \| \| 2022 \| Campeonato Mundial \| Eugene \| 11.º \| 1500 m \| 3:34.71 \| \| 2022 \| Campeonato Europeo \| Múnich \| 11.º \| 1500 m \| 3:42.30 \| \| 2023 \| Campeonato de Europa en Pista Cubierta \| Estambul \| 14.º (s.) \| 1500 m \| 3:44.33 \| \| 2024 \| Campeonato de Europa \| Roma \| 16.º \| 1500 m \| 3:45.80 \| \| 2024 \| Juegos Olímpicos \| París \| 29.º (s.)[n 1] \| 1500 m \| 3:37.50 \| \| 2025 \| Campeonato de Europa en pista cubierta \| Apeldoorn \| 15.º (s.) \| 1500 m \| 3:42.28 \| | Representando a España \| Año \| Competición \| Sede \| Puesto \| Prueba \| Marca \| \| ---- \| -------------------------------------- \| --------- \| -------------- \| ------ \| ------- \| \| 2015 \| Campeonato del Mundo Juvenil \| Cali \| 6.º \| 1500 m \| 3:48.83 \| \| 2016 \| Campeonato del Mundo Sub-20 \| Bydgoszcz \| 16.º (sf.) \| 800 m \| 1:48.83 \| \| 2017 \| Campeonato de Europa Sub-20 \| Grosseto \| -- (s.) \| 800 m \| DNF \| \| 2019 \| Campeonato de Europa Sub-23 \| Gävle \| Medalla de oro \| 1500 m \| 3:50.38 \| \| 2021 \| Campeonato de Europa en Pista Cubierta \| Toruń \| 4.º \| 1500 m \| 3:39.99 \| \| 2021 \| Juegos Olímpicos \| Tokio \| 13.º \| 1500 m \| 3:38.56 \| \| 2022 \| Campeonato Mundial en pista cubierta \| Belgrado \| 19.º (s.) \| 1500 m \| 3:43.75 \| \| 2022 \| Campeonato Mundial \| Eugene \| 11.º \| 1500 m \| 3:34.71 \| \| 2022 \| Campeonato Europeo \| Múnich \| 11.º \| 1500 m \| 3:42.30 \| \| 2023 \| Campeonato de Europa en Pista Cubierta \| Estambul \| 14.º (s.) \| 1500 m \| 3:44.33 \| \| 2024 \| Campeonato de Europa \| Roma \| 16.º \| 1500 m \| 3:45.80 \| \| 2024 \| Juegos Olímpicos \| París \| 29.º (s.)[n 1] \| 1500 m \| 3:37.50 \| \| 2025 \| Campeonato de Europa en pista cubierta \| Apeldoorn \| 15.º (s.) \| 1500 m \| 3:42.28 \| | Representando a España \| Año \| Competición \| Sede \| Puesto \| Prueba \| Marca \| \| ---- \| -------------------------------------- \| --------- \| -------------- \| ------ \| ------- \| \| 2015 \| Campeonato del Mundo Juvenil \| Cali \| 6.º \| 1500 m \| 3:48.83 \| \| 2016 \| Campeonato del Mundo Sub-20 \| Bydgoszcz \| 16.º (sf.) \| 800 m \| 1:48.83 \| \| 2017 \| Campeonato de Europa Sub-20 \| Grosseto \| -- (s.) \| 800 m \| DNF \| \| 2019 \| Campeonato de Europa Sub-23 \| Gävle \| Medalla de oro \| 1500 m \| 3:50.38 \| \| 2021 \| Campeonato de Europa en Pista Cubierta \| Toruń \| 4.º \| 1500 m \| 3:39.99 \| \| 2021 \| Juegos Olímpicos \| Tokio \| 13.º \| 1500 m \| 3:38.56 \| \| 2022 \| Campeonato Mundial en pista cubierta \| Belgrado \| 19.º (s.) \| 1500 m \| 3:43.75 \| \| 2022 \| Campeonato Mundial \| Eugene \| 11.º \| 1500 m \| 3:34.71 \| \| 2022 \| Campeonato Europeo \| Múnich \| 11.º \| 1500 m \| 3:42.30 \| \| 2023 \| Campeonato de Europa en Pista Cubierta \| Estambul \| 14.º (s.) \| 1500 m \| 3:44.33 \| \| 2024 \| Campeonato de Europa \| Roma \| 16.º \| 1500 m \| 3:45.80 \| \| 2024 \| Juegos Olímpicos \| París \| 29.º (s.)[n 1] \| 1500 m \| 3:37.50 \| \| 2025 \| Campeonato de Europa en pista cubierta \| Apeldoorn \| 15.º (s.) \| 1500 m \| 3:42.28 \| | Representando a España \| Año \| Competición \| Sede \| Puesto \| Prueba \| Marca \| \| ---- \| -------------------------------------- \| --------- \| -------------- \| ------ \| ------- \| \| 2015 \| Campeonato del Mundo Juvenil \| Cali \| 6.º \| 1500 m \| 3:48.83 \| \| 2016 \| Campeonato del Mundo Sub-20 \| Bydgoszcz \| 16.º (sf.) \| 800 m \| 1:48.83 \| \| 2017 \| Campeonato de Europa Sub-20 \| Grosseto \| -- (s.) \| 800 m \| DNF \| \| 2019 \| Campeonato de Europa Sub-23 \| Gävle \| Medalla de oro \| 1500 m \| 3:50.38 \| \| 2021 \| Campeonato de Europa en Pista Cubierta \| Toruń \| 4.º \| 1500 m \| 3:39.99 \| \| 2021 \| Juegos Olímpicos \| Tokio \| 13.º \| 1500 m \| 3:38.56 \| \| 2022 \| Campeonato Mundial en pista cubierta \| Belgrado \| 19.º (s.) \| 1500 m \| 3:43.75 \| \| 2022 \| Campeonato Mundial \| Eugene \| 11.º \| 1500 m \| 3:34.71 \| \| 2022 \| Campeonato Europeo \| Múnich \| 11.º \| 1500 m \| 3:42.30 \| \| 2023 \| Campeonato de Europa en Pista Cubierta \| Estambul \| 14.º (s.) \| 1500 m \| 3:44.33 \| \| 2024 \| Campeonato de Europa \| Roma \| 16.º \| 1500 m \| 3:45.80 \| \| 2024 \| Juegos Olímpicos \| París \| 29.º (s.)[n 1] \| 1500 m \| 3:37.50 \| \| 2025 \| Campeonato de Europa en pista cubierta \| Apeldoorn \| 15.º (s.) \| 1500 m \| 3:42.28 \| | Representando a España \| Año \| Competición \| Sede \| Puesto \| Prueba \| Marca \| \| ---- \| -------------------------------------- \| --------- \| -------------- \| ------ \| ------- \| \| 2015 \| Campeonato del Mundo Juvenil \| Cali \| 6.º \| 1500 m \| 3:48.83 \| \| 2016 \| Campeonato del Mundo Sub-20 \| Bydgoszcz \| 16.º (sf.) \| 800 m \| 1:48.83 \| \| 2017 \| Campeonato de Europa Sub-20 \| Grosseto \| -- (s.) \| 800 m \| DNF \| \| 2019 \| Campeonato de Europa Sub-23 \| Gävle \| Medalla de oro \| 1500 m \| 3:50.38 \| \| 2021 \| Campeonato de Europa en Pista Cubierta \| Toruń \| 4.º \| 1500 m \| 3:39.99 \| \| 2021 \| Juegos Olímpicos \| Tokio \| 13.º \| 1500 m \| 3:38.56 \| \| 2022 \| Campeonato Mundial en pista cubierta \| Belgrado \| 19.º (s.) \| 1500 m \| 3:43.75 \| \| 2022 \| Campeonato Mundial \| Eugene \| 11.º \| 1500 m \| 3:34.71 \| \| 2022 \| Campeonato Europeo \| Múnich \| 11.º \| 1500 m \| 3:42.30 \| \| 2023 \| Campeonato de Europa en Pista Cubierta \| Estambul \| 14.º (s.) \| 1500 m \| 3:44.33 \| \| 2024 \| Campeonato de Europa \| Roma \| 16.º \| 1500 m \| 3:45.80 \| \| 2024 \| Juegos Olímpicos \| París \| 29.º (s.)[n 1] \| 1500 m \| 3:37.50 \| \| 2025 \| Campeonato de Europa en pista cubierta \| Apeldoorn \| 15.º (s.) \| 1500 m \| 3:42.28 \| | Representando a España \| Año \| Competición \| Sede \| Puesto \| Prueba \| Marca \| \| ---- \| -------------------------------------- \| --------- \| -------------- \| ------ \| ------- \| \| 2015 \| Campeonato del Mundo Juvenil \| Cali \| 6.º \| 1500 m \| 3:48.83 \| \| 2016 \| Campeonato del Mundo Sub-20 \| Bydgoszcz \| 16.º (sf.) \| 800 m \| 1:48.83 \| \| 2017 \| Campeonato de Europa Sub-20 \| Grosseto \| -- (s.) \| 800 m \| DNF \| \| 2019 \| Campeonato de Europa Sub-23 \| Gävle \| Medalla de oro \| 1500 m \| 3:50.38 \| \| 2021 \| Campeonato de Europa en Pista Cubierta \| Toruń \| 4.º \| 1500 m \| 3:39.99 \| \| 2021 \| Juegos Olímpicos \| Tokio \| 13.º \| 1500 m \| 3:38.56 \| \| 2022 \| Campeonato Mundial en pista cubierta \| Belgrado \| 19.º (s.) \| 1500 m \| 3:43.75 \| \| 2022 \| Campeonato Mundial \| Eugene \| 11.º \| 1500 m \| 3:34.71 \| \| 2022 \| Campeonato Europeo \| Múnich \| 11.º \| 1500 m \| 3:42.30 \| \| 2023 \| Campeonato de Europa en Pista Cubierta \| Estambul \| 14.º (s.) \| 1500 m \| 3:44.33 \| \| 2024 \| Campeonato de Europa \| Roma \| 16.º \| 1500 m \| 3:45.80 \| \| 2024 \| Juegos Olímpicos \| París \| 29.º (s.)[n 1] \| 1500 m \| 3:37.50 \| \| 2025 \| Campeonato de Europa en pista cubierta \| Apeldoorn \| 15.º (s.) \| 1500 m \| 3:42.28 \| |
| Año | Competición | Sede | Puesto | Prueba | Marca |
| --- | --- | --- | --- | --- | --- |
| 2015 | Campeonato del Mundo Juvenil | Cali | 6.º | 1500 m | 3:48.83 |
| 2016 | Campeonato del Mundo Sub-20 | Bydgoszcz | 16.º (sf.) | 800 m | 1:48.83 |
| 2017 | Campeonato de Europa Sub-20 | Grosseto | -- (s.) | 800 m | DNF |
| 2019 | Campeonato de Europa Sub-23 | Gävle | Medalla de oro | 1500 m | 3:50.38 |
| 2021 | Campeonato de Europa en Pista Cubierta | Toruń | 4.º | 1500 m | 3:39.99 |
| 2021 | Juegos Olímpicos | Tokio | 13.º | 1500 m | 3:38.56 |
| 2022 | Campeonato Mundial en pista cubierta | Belgrado | 19.º (s.) | 1500 m | 3:43.75 |
| 2022 | Campeonato Mundial | Eugene | 11.º | 1500 m | 3:34.71 |
| 2022 | Campeonato Europeo | Múnich | 11.º | 1500 m | 3:42.30 |
| 2023 | Campeonato de Europa en Pista Cubierta | Estambul | 14.º (s.) | 1500 m | 3:44.33 |
| 2024 | Campeonato de Europa | Roma | 16.º | 1500 m | 3:45.80 |
| 2024 | Juegos Olímpicos | París | 29.º (s.) | 1500 m | 3:37.50 |
| 2025 | Campeonato de Europa en pista cubierta | Apeldoorn | 15.º (s.) | 1500 m | 3:42.28 |

1. ↑  9.º en la ronda de repesca (3:35.04).

## Marcas personales
| Prueba      | Marca   | Lugar     | Fecha               |
| ----------- | ------- | --------- | ------------------- |
| 800 metros  | 1:46.79 | Barcelona | 17 de julio de 2019 |
| 1500 metros | 3:33.27 | Estocolmo | 4 de julio de 2021  |

| Prueba      | Marca   | Lugar     | Fecha                |
| ----------- | ------- | --------- | -------------------- |
| 800 metros  | 1:49.19 | Antequera | 29 de enero de 2017  |
| 1500 metros | 3:36.89 | Liévin    | 9 de febrero de 2021 |

## Récords
En la actualidad, Ignacio Fontes posee dos récords de España individuales en categorías inferiores.

### Récords sub-23
- 1000 m (2:17.29)

### Récords sub-16
- 800 m (1:55.67)